# Sellstedter See und Ochsentriftmoor/Wildes Moor
Sellstedter See und Ochsentriftmoor/Wildes Moor ist der Name eines Naturschutzgebietes in der niedersächsischen Gemeinde Schiffdorf im Landkreis Cuxhaven.

## Allgemeines
Das Naturschutzgebiet ist 754 Hektar groß. Ein Teil des Naturschutzgebietes bildet das FFH-Gebiet „Sellstedter See und Ochsentriftmoor“. Das Gebiet steht seit dem  17. September 2010 unter Naturschutz. In dem Naturschutzgebiet ist das 1984 ausgewiesene, 520 Hektar große ehemalige Naturschutzgebiet „Sellstedter See und Ochstentriftmoor“ mit dem Kennzeichen NSG LÜ 106 aufgegangen. Zuständige untere Naturschutzbehörde ist der Landkreis Cuxhaven, der das Naturschutzgebiet unter dem Kennzeichen NSG CUX-005 führt.

## Beschreibung
Das Naturschutzgebiet liegt zwischen Schiffdorf im Westen, Bramel im Norden und Sellstedt im Süden. Es umfasst den Sellstedter See, Teile des Ochsentriftmoors und des Wilden Moores und den Polder Glies.
Der Sellstedter See ist ein durch Sackung des torfigen Untergrundes als Moorwasserblänke natürlich entstandener Moorsee. Er ist durch einen Deich von den umgebenden Flächen getrennt und fungiert teilweise als Hochwasserausgleichsbecken für die Geeste, mit der er über den Seekanal verbunden ist. Der See ist von einem breiten Schilf- und Röhrichtgürtel sowie Grünland, Hochstaudenfluren und Bruchwäldern umgeben. Er zeigt deutliche Verlandungstendenzen, die durch den Zustrom nährstoffreichen Wassers aus der Geeste während der Schließzeiten des Tidesperrwerks in Bremerhaven verstärkt werden.
An den Sellstedter See schließen sich nach Westen und Südwesten Hochmoorflächen an. Im Ochsentriftmoor sind noch naturnahe Moorbereiche mit Birken-Kiefern-Moorwäldern, Moorheiden, Schwingrasen und Torfmoor-Schlenken zu finden. Die Flächen im Wilden Moor werden überwiegend als Grünland landwirtschaftlich genutzt. Weitere Grünlandflächen finden sich in den Randbereichen des Ochsentriftmoores.
Im Osten des Naturschutzgebietes befindet sich der rund 85 Hektar große Polder Glies, ein Hochwasserpolder mit Flachwassergebieten am Rande der Geesteniederung, der im Herbst 2006 als Ausgleichsmaßnahme für den Bau des Gewerbegebietes Luneplate in Bremerhaven angelegt wurde. Dafür wurde das ehemals stark entwässerte Gebiet aus der Nutzung genommen und der Deich zum Sellstedter See nach Osten verlegt. Der Polder hat sich zu einem wichtigen Brut- und Rastgebiet für Wat- und Wasservögel entwickelt. Nordöstlich von Bramel befindet sich mit dem Polder Bramel ein weiterer Hochwasserpolder, der bereits 1994 naturnah gestaltet wurde, aber nicht unter Naturschutz steht. Der Polder Glies bildet zusammen mit diesem und dem Sellstedter See ein Biotopverbund. Zwischen dem Polder Glies und dem Sellstedter See befindet sich ein Aussichtsturm, der für Naturbeobachtungen genutzt werden kann. Ein weiterer Aussichtsturm befindet sich im Süden des Polders Bramel.
Auf rund 20 Hektar landeseigener Fläche wurden 2019 Wiedervernässungsmaßnahmen zum Schutz des Moorkörpers durchgeführt.
Teile des Naturschutzgebietes werden über den Seekanal, die Ollen und den Brameler Randgraben zur Geeste entwässert.

## Bildergalerie

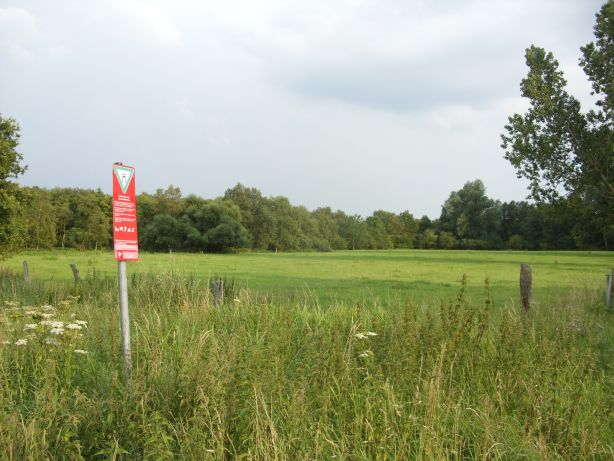
Naturschutzgebiet „Sellstedter See und Ochsentriftmoor/Wildes Moor“
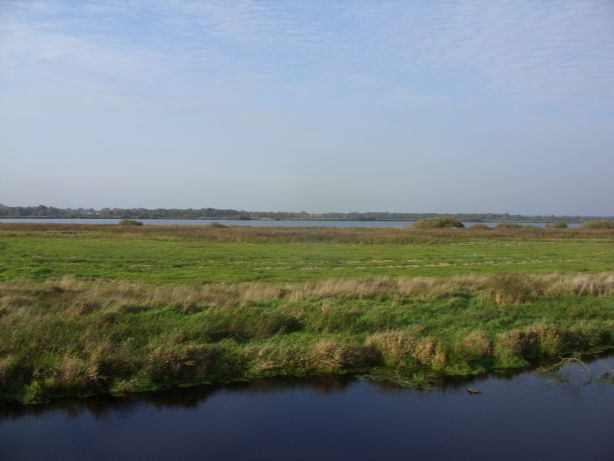
Blick über den Polder Glies zum Sellstedter See
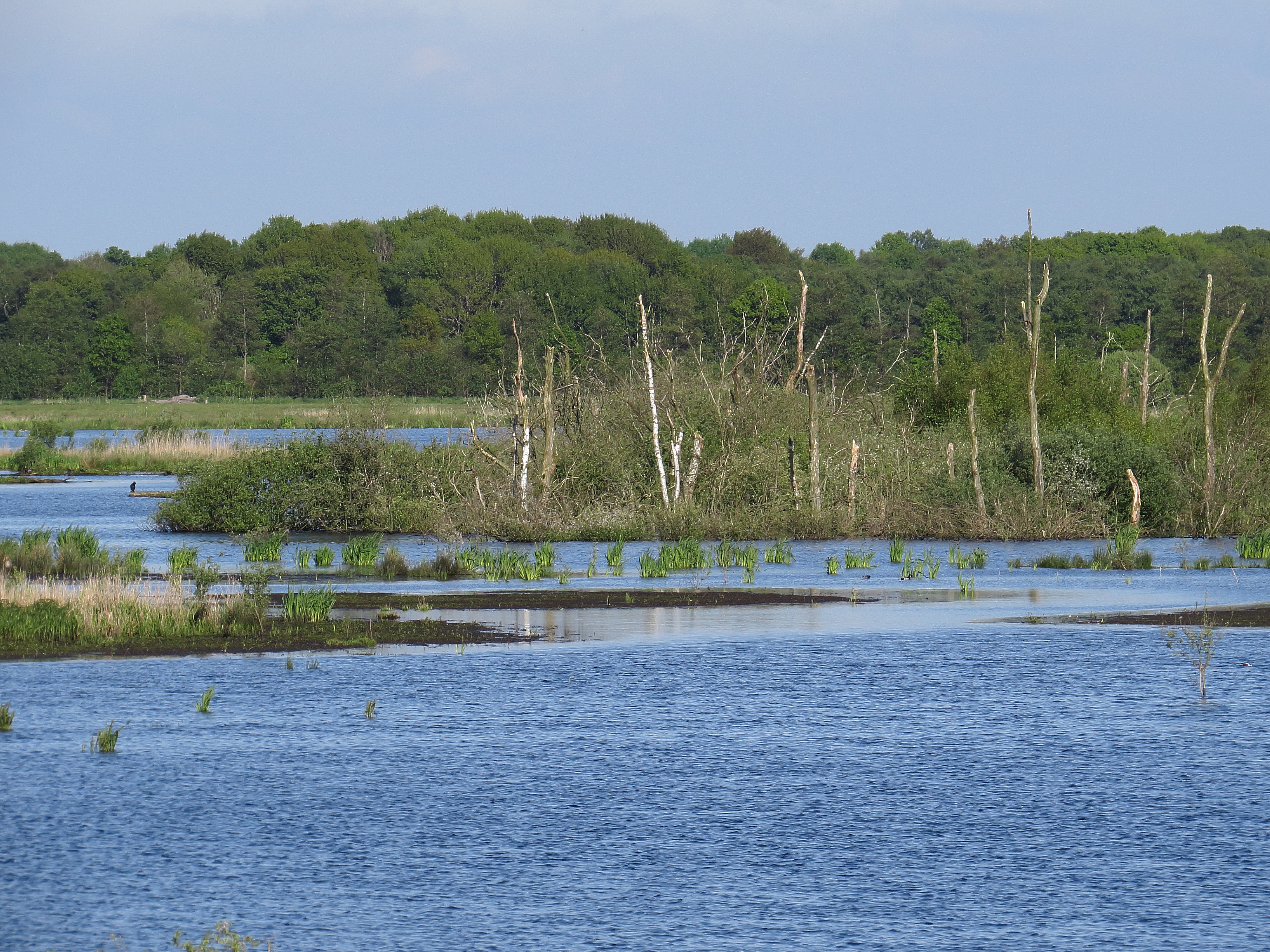
Wiedervernässte Fläche im Polder Glies
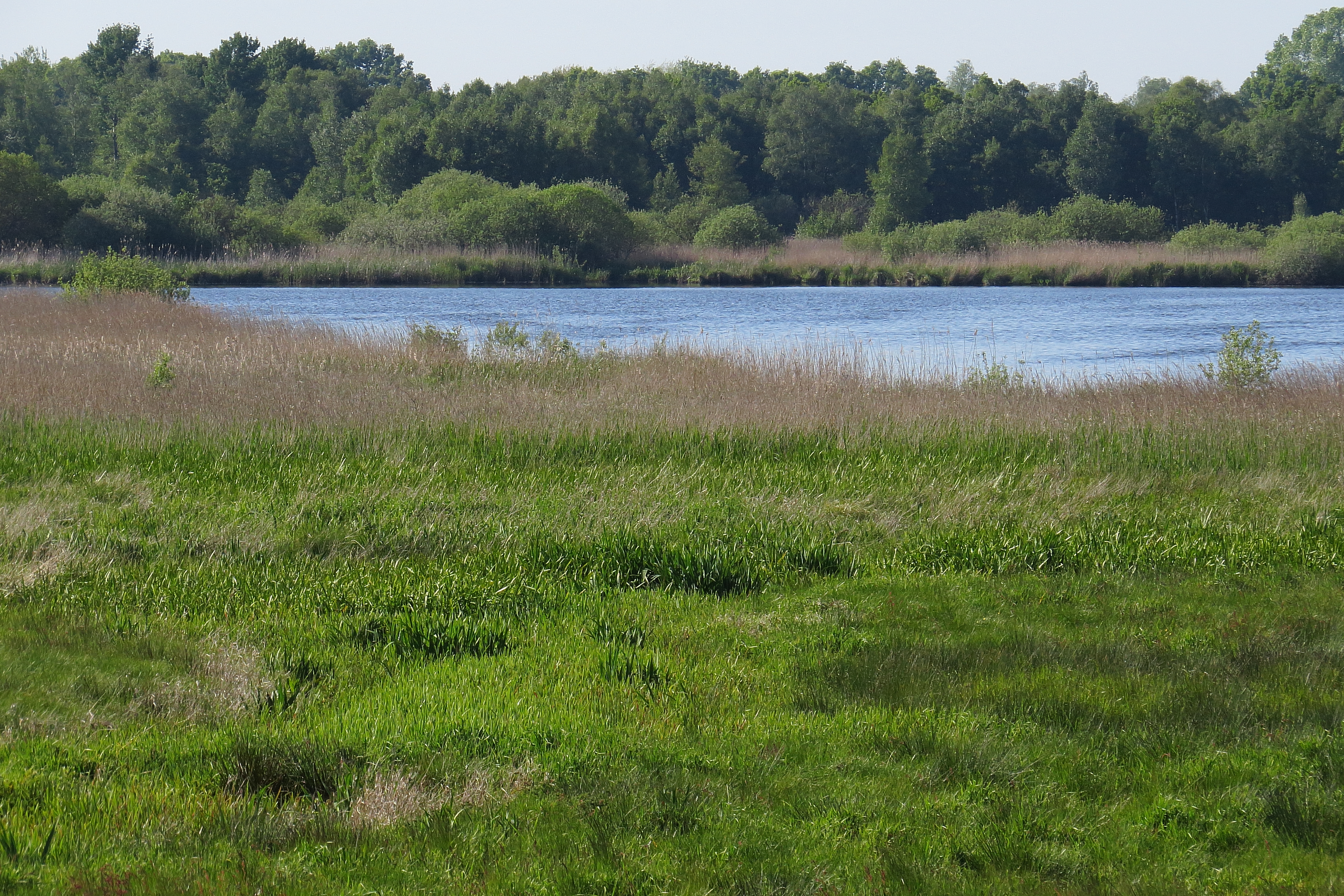
Südostrand des Sellstedter Sees